# Raoul Weckbecker
Raoul Weckbecker (* 16. Juli 1898 in Mersch; † 6. Oktober 1978 in Luxemburg) war ein luxemburgischer Bobsportler und Skirennläufer.
Weckbecker gehörte bei den Olympischen Winterspielen 1928 in St. Moritz als Mitglied des Viererbobs von Marc Schœtter zu den ersten Wintersportlern, die das Großherzogtum zu Winterspielen entsandte. Das junge Team beendete die beiden Läufe auf dem 20. von 23 Plätzen.
Acht Jahre später bei den Winterspielen 1936 in Garmisch-Partenkirchen war Weckbecker dann selbst Pilot. Zusammen mit seinem Teamkollegen Géza Wertheim kam er im Zweierbob-Wettkampf aber nicht über den 22. und letzten Platz hinaus. Zudem startete er im Ski Alpin in der Kombination, wo er jedoch bereits im Abfahrtslauf das Rennen nicht beenden konnte.